# 岡田史子
岡田 史子（おかだ ふみこ、本名・高田富美子、1949年7月23日 - 2005年4月3日）は、北海道静内郡静内町（現・日高郡新ひだか町）出身の漫画家。詩的な作風の漫画を多く発表した。

## 経歴
永島慎二、西谷祥子の元で一時アシスタントをした後、 1967年に手塚治虫主宰の月刊漫画雑誌「COM」2月号で「太陽と骸骨のような少年」を発表し、商業誌デビュー。
1960年代後半「COM」を中心に活躍したが、1972年、漫画家としての活動をやめ北海道に帰郷、地元の会社に勤めるようになり、1976年に結婚する。しかし彼女の熱狂的なファンである萩尾望都の熱望により再度筆を取り、1978年に復帰する。しかし、「もうあの頃のような作品は描けない」と自ら再び作家活動を断念。
離婚後、病弱のため仕事に困って再び再起を目指して1994年に「COMICアレ!」（マガジンハウス）に作品を投稿したものの落選。この落選について岡田は、「選者のひとり、竹宮惠子さんから手紙をいただきまして。作品自体の出来が良くない。あなたはマンガ界の現状を知らなすぎるようですと書いてあった。それでマンガ家への道はあきらめたんです。私のマンガ家生活は、それで終ったんだと思い」、「今（1996年or1997年当時）は、・・・保険外交員の仕事」に就いていると語っている。
その後は筆を取ることなく、2005年に55歳で永眠。東京の自宅で入浴中の死去で、心不全と言われているが詳細は不明。

## 人物
1949年に一男三女の次女として北海道静内町に生まれる。12歳で母を亡くし、そのことが自身の精神面に強い影響を与えたという。母を失ったことに対する喪失感がその後の漫画作品を生んだという。成績がよく、高専に合格したが、親から下宿代が払えないと言われて地元の高校に進学し、手描き漫画の同人誌に参加。1966年に当該同人誌「奇人クラブ」会長から永島慎二の『漫画家残酷物語』を教えられ、その漫画表現の自由さにショックを受ける。「漫画でこんなことをしていいのか」と思い、それまで描き溜めていた漫画（自称「少女マンガ」）をすべて燃やしてしまった。
同年1966年に「太陽と骸骨のような少年」7ページを「ガロ」に送ったが、雑誌に合わないと送り返されたため、「COM」に送ってデビューした。投稿作品は2ページのみの掲載という決まりだったが、編集者が首をかけて全ページ掲載を強く主張し、7ページ全てが掲載された。その後4作品が掲載されたのち、1968年には、自身を投影したという「ガラス玉」で同誌の新人賞を獲得した。高校卒業後上京し、洋紙店の事務員をしながら「COM」でほぼ毎月短編作を発表、姉妹誌「ファニー」では8か月の連載もしたが、20歳で実家に戻って漫画制作を続け、翌年には週刊誌でヌードを披露した。
ルムンバ大学への留学を希望し再度上京したが、無料の留学制度がなくなったと知り、洋紙問屋や喫茶店などで働きながら食いつなぎ、アニメ『あしたのジョー』の彩色バイト中に虫プロのアニメーター養成所に入るもアニメに向いていないことを痛感し、退所。頭痛薬を大量に飲むようになり、「COM」デビュー時に全ページ掲載を叶えてくれた担当編集者に「死にたい」と漏らしたところ、一緒に死のうということになり、睡眠薬などを買って北海道の雪山に向かったが死にきれず、その編集者と結婚した。しばらく筆を断ったのち、1978年に再開したが、1990年の「エリム」が最後の作品となった。
学生時代から詩や小説、ギリシア神話などに興味を持ち、クラブ活動で詩を発表していた。小説では『チボー家のジャック』（マルタン・デュ・ガール）が愛読書で、17歳の時にそれを含む全5巻を読破している。北杜夫のファンでもあり、特に『楡家の人びと』を好んで読んだ。ファンレターを送った際、その中で「私は将来漫画家になりたい」と書いたが、文体が北の文体にそっくりだったことや高校生という年齢を考えてか「あなたの年齢では何になると考えるよりも前に、自分自身になろうとすべきです。」という返事が返ってきた。以来、岡田は自分自身になろうと努力するようになったという。
絵や漫画も描いていたが、特に高校教師に「おまえの絵に似ている」として紹介されたムンクの絵を非常に気に入った。後年、「好きな画家は山ほどいますがムンクのように私生活にまで興味を持ってしまった人は他にいません」と述懐している。
音楽面ではビートルズに非常に関心があり、生前に行われたインタビューにおいて話題が音楽に移ると必ずビートルズのことを語っている。作中で直接ビートルズについて触れているのは、「夢の中の宮殿」（1979年）でトリヴィアを披露した程度だが、幾つかの作品で歌詞を引用している。また、青島広志によると「トッコ・さみしい心」の描線に『イエロー・サブマリン』の影響が現れているという。
晩年に至るまでほとんどの自作に対しては出来映えに満足せず、あまり執着しなかった。「COM」に連載していた頃、出版社から掲載誌が送られてきても、手塚治虫や矢代まさこなど気に入っていた他作家の作品を読むだけだったという（生前のインタビューでは気に入っている漫画家として他に水野英子、西谷祥子、大島弓子らを挙げている）。

## 評価
手塚治虫、萩尾望都、吉本隆明、四方田犬彦といった漫画家、評論家から熱く支持された。その一方で竹宮惠子からは盛大に酷評され、それをしたためた手紙を送りつけられた。

## 年譜
- 1966年、同人会「奇人クラブ」の肉筆回覧誌「墨汁一滴」（又は「けむり」）で漫画を発表。
- 1967年1月（高校2年時）、月刊漫画雑誌「COM」2月号で商業誌デビュー。
- 1968年、「ガラス玉」で、「COM」新人賞を受賞。
- 1972年頃、静内に戻り、漫画家としての活動を中断。
- 1976年、最初の作品集『ガラス玉』刊行。
- 1978年、「少女コミック増刊」に「ダンス・パーティ」を発表し、漫画雑誌に復帰。
- 1990年、最後の作品「エリム」を発表。
- 2005年4月3日、永眠。55歳没。

## 作品リスト
前・後編構成等の数作を除き多くが一話完結である。関連書籍等を頼りに脱稿順にリストアップ（岡田に限ったことではないが、原稿を脱稿した順と雑誌等で発表した順は一致していない）。（）内は初出。カットの類いは除外し、漫画作品とイラストを使った絵物語、イラストの連作等を関連書籍やネット等を参照して現時点判明している作品を可能な限り集めた。なお、リスト上での総作品数は59である。
- 火陥 ひがもえる（「墨汁一滴」2号（奇人クラブ））
  - 現存する最古の作品。"火焔"の誤記か。
- 火焔（「墨汁一滴」3号）
  - 『火陥 ひがもえる』の続き。
- 黄色のジャン エピソード・シリーズI 川辺のポエム（「墨汁一滴」4号）
  - エピソードII以降は存在せず。

- Kaen（「墨汁一滴」6号）

- みず色の人形（『岡田史子未発表作品集〜』（まんだらけ））

- 太陽と骸骨のような少年（「COM」1967年2月号（虫プロ商事））

- 耳なしホッホ（「けむり」8号）

- ブランコ（「けむり」10号）
  - 原稿は肉筆回覧誌もろとも紛失。単行本未収録。内容は不詳。
- フライハイトと白い骨（「COM」1967年6月号）
  - 最終ページが行方不明だったので、前のページを最終ページとして発表された。その後、岡田が静内に戻る際に青島に渡した原稿の中にあったことが判明。『ODESSEY〜 episode1 ガラス玉』（'03）に初めて完全版が収録された。
- 夏（「COM」1967年8月号）

- ポーヴレド（「COM」1967年9月号）

- 天国の花（「COM」1967年12月号）

- ガラス玉（「COM」1968年1月号）
  - 自他共に認める代表作。雑誌等で岡田が紹介される際、取り上げられることが多い。
- シンディ
  - 奇人クラブの同人に宛てた手紙に描かれた。単行本未収録。内容は不詳。
- 赤と青（「COM」別冊ぐら・こん 1968年5月号）

- サンルームのひるさがり（「COM」1968年3月号）

- 春のふしぎ（「COM」1968年4月号）

- いずみよいずみ（「COM」1968年6月号）

- 胸をだき 首をかしげるヘルマプロディトス（「COM」別冊ぐら・こん 1968年7月号）

- ホリデイ（「アイ」No.1、1968年（東考社））

- 赤い蔓草 PART1（「COM」1968年11月号）
- 赤い蔓草 PART2（「COM」1968年12月号）
  - PART1・2の2部構成。
- ワーレンカ（「アイ」No.2、1969年）

- 夢の中の宮殿（「COM」1969年1月号）

- ピグマリオン（「COM」1969年4月号）

- 死んでしまった手首 - 阿修羅王 前編（「COM」1969年5月号）
- 死んでしまった手首 - 阿修羅王 後編（「COM」1969年6月号）
  - 前・後編構成。
- 愛の神話（「ファニー」1969年5月号 - 12月号（虫プロ商事））
  - 絵物語。連載作。
- 私の絵本（「COM」1969年7月号）

- イマジネイション（「ファニー」1969年7月号）

- 邪悪のジャック（「COM」1969年8月号）

- 死んでしまったルシィ（「ファニー」1969年8月号）

- ほんのすこしの水 PART1 気のどくな乞食（「COM」1969年10・11月号）
- ほんのすこしの水 PART2 月の女（「COM」1970年1月号）
  - PART1・2の2部構成。
- 海の底の日よう日（ミニコミ誌「DO-YOUNG」1970年7月号（日本出版社））
  - イラスト4点の連作。
- 墓地へゆく道（「COM」1970年8月号）

- トッコ・さみしい心（「COM」1970年9月号）

- いとしのアンジェリカ（「COM」1970年10月号）

- 黒猫 1500匹にゃんちゃん大行進（「COM」1970年11月号）

- 無題（「COM」1970年12月号）

- オルペとユリデ（『岡田史子未発表作品集〜』）

- 家出前夜（「マンガ少年」1979年4月号）

- レクエム（『岡田史子未発表作品集〜』）

- 雲の中（「劇画セレクト」1972年11月号）
  - 単行本未収録。
- 薔薇の反逆者（「微笑」1972年12月23日号（祥伝社））
  - 単行本未収録。
- テリー（「アサヒグラフ」1982年1月1/8日合併号（朝日新聞社））

- ダンス・パーティー（「少女コミック増刊 フラワーコミック」1978年6月号（小学館））

- 柳の木の下で（「マンガ少年」1978年9月号（朝日ソノラマ））

- アンニーおばさんの砂金ちゃん（「少女コミック増刊」1978年12月号）

- 報告・ある片恋物語（「増刊週刊少女コミック」1979年4月28日号）
  - 単行本未収録。
- 夢の中の宮殿（「月刊コミックアゲイン」1979年7月号（みのり書房））
  - '69年の同名作とは別の作品。単行本未収録。
- タンタ・リンドの場所（「マンガ少年」1979年9月号）
  - 単行本未収録。
- 百合ちゃんの冒険旅行（「増刊週刊少女コミック」1980年1月27日号）
  - 単行本未収録。
- 球状ガラス（「少年/少女SFマンガ競作大全集PART7」（東京三世社））
  - 単行本未収録。
- ゾンネン ぱるたい（「少年/少女SFマンガ競作大全集PART14」）
  - 単行本未収録。
- コリドー（「SFマンガ競作大全集PART21」1983年9月号）
  - 『ファンキーパーティ』に収録。岡田の単行本には未収録。
- 輝うつばめ（「アメージングコミックス」1号、1988年（笠倉出版社））

- 静和荘の話（「アメージングコミックス」2号、1988年）

- エリム（『漫画夢の博物誌 1』、1990年（東京三世社））
  - 描き下ろし。岡田の単行本には未収録。

## 単行本

### 作品集
『ガラス玉』（朝日ソノラマ・サンコミックス、1976年）
収録作: ガラス玉/太陽と骸骨のような少年/ポーヴレト/夏/サンルームのひるさがり/赤い蔓草 PART1/赤い蔓草 PART2/私の絵本/墓地へゆく道/ピグマリオン/ホリデイ
解説・萩尾望都
初の単行本。収録作の大半が虫プロ商事の「COM」で発表された作品だが、朝日ソノラマから発行された（朝日ソノラマの方から突然電話が掛かってきて原稿を持っていったという。岡田曰く、当時の虫プロ商事は「超有名な方のコミックスしか出す気なかった」）。発売時、岡田は既に執筆を止めていた。
『ほんのすこしの水』（朝日ソノラマ・サンコミックス、1978年）
収録作: ほんのすこしの水 PART1 気のどくな乞食/ほんのすこしの水 PART2 月の女/いとしのアンジェリカ/トッコ・さみしい心/春のふしぎ/いずみよいずみ/天国の花/胸をだき首をかしげるヘルマプロディトス/イマジネイション/夢の中の宮殿（'69）/死んでしまった手首 阿修羅王 前編/死んでしまった手首 阿修羅王 後編
あとがき
『ダンス・パーティー』（朝日ソノラマ・サンコミックス、1979年）
収録作: ダンス・パーティー/柳の木の下で/アンニーおばさんの砂金ちゃん/家出前夜/無題
『岡田史子作品集1 赤い蔓草』（NTT出版、1992年）
収録作: 太陽と骸骨のような少年/フライハイトと白い骨/夏/ポーヴレト/天国の花/ガラス玉/赤と青/サンルームのひるさがり/春のふしぎ/いずみよいずみ/胸をだき 首をかしげるヘルマプロディトス/ホリデイ/赤い蔓草 PART1/赤い蔓草 PART2/ワーレンカ/夢の中の宮殿（'69）
解説・四方田犬彦/作品リスト
『岡田史子作品集2 ほんのすこしの水』（NTT出版、1992年）
収録作: ピグマリオン/死んでしまった手首 - 阿修羅王 前編/死んでしまった手首 - 阿修羅王 後編/私の絵本/イマジネイション/邪悪のジャック/死んでしまったルシィ/ほんのすこしの水 PART1 気のどくな乞食/ほんのすこしの水 PART2 月の女/墓地へゆく道/トッコ・さみしい心/いとしのアンジェリカ/黒猫 1500匹にゃんちゃん大行進/無題/愛の神話
解説・四方田犬彦/あとがき/作品リスト
『岡田史子未発表作品集1966〜1988』（まんだらけ、1999年）
収録作: オルペとユリデ/レクエム/テリー/黄色のジャン エピソードシリーズI 川辺のポエム/耳なしホッホ/火陷 ひがもえる/火焔/Kaen/みず色の人形/静内荘の話/輝うつばめ
解説・村上一彦、村岡栄一/あとがき
限定本。同人誌時代の作品等それまで単行本に未収録だった作品群を収録。多くは下記の単行本に再録された。
岡田本人が一冊ずつ本の表紙にイラスト、サインを肉筆で描いている為、同じ表紙のものはない。箱入りで販売。限定200部ということもあり、予約が殺到。希少性から古書市場でも非常に高値で取り引きされている。
『ODESSEY 1966〜2003 岡田史子作品集 episode1 ガラス玉』（飛鳥新社、2003年、ISBN 4870315602）
収録作: ガラス玉/サンルームのひるさがり/黄色のジャン エピソードシリーズI 川辺のポエム/フライハイトと白い骨/ポーヴレト/赤と青/天国の花/春のふしぎ/トッコ・さみしい心/オルペとユリデ/いずみよいずみ/私の絵本/イマジネイション/夢の中の宮殿（'69）/未発表カット集
序文・高野文子/作品解説・青島広志/自伝風エッセイ
限定本を除けば実に11年振りに発売された単行本。原稿にあった手書きの文字をそのまま載せたり等、過去の単行本よりも凝った作りになっている。また、episode1、2ともに岡田自ら書き下ろした自伝風エッセイ「人に歴史あり」や小学生来の岡田作品のファンであり「奇人クラブ」の同人・青島広志が各作品を岡田とのエピソードを交えて語る詳細な解説を収録している。作品も併せ、資料面でも充実している。
『ODESSEY 1966〜2003 岡田史子作品集 episode2 ピグマリオン』（飛鳥新社、2004年、ISBN 4870315610）
収録作: 墓地へゆく道/太陽と骸骨のような少年/夏/ピグマリオン/死んでしまった手首 - 阿修羅王 前編/死んでしまった手首 - 阿修羅王 後編/耳なしホッホ/火陷 ひがもえる/火焔/Kaen/海の底の日よう日/邪悪のジャック/胸をだき 首をかしげるヘルマプロディトス/赤い蔓草 PART1/赤い蔓草 PART2/未発表カット集
序文・100%ORANGE（及川賢治）/作品解説・青島広志/ミニコミ誌「DO-YOUNG」70年7月号（日本出版社）掲載インタビュー再録/自伝風エッセイ
『ODESSEY 1966〜2005 岡田史子作品集 episode1 ガラス玉 増補新装版』（復刊ドットコム、2017年、ISBN 4835455436）
2003年に刊行された作品集の増補新装版。新たに「みず色の人形」「愛しすぎた男」が追加されている。
『ODESSEY 1966〜2005 岡田史子作品集 episode2 ピグマリオン 増補新装版』（復刊ドットコム、2018年、ISBN 4835455444）
2004年に刊行された作品集の増補新装版。新たに「ブランコ」「岡田史子の匣」が追加されている。

### アンソロジー
『ファンキーパーティ 超ショートショートコミック大傑作集』（東京三世社・マイコミックス、1989年）
「コリドー」を収録。作家45人の各1〜8ページ程度の漫画のアンソロジー。「今まで単行本にならなかったすばらしいショートを一挙掲載」と表記され、東京三世社の雑誌『少年/少女SFマンガ競作大全集』などに掲載された、各作家の単行本に未収録だった作品群で構成されている。
『漫画夢の博物誌 1』（東京三世社、1990年）
山田章博、アナ・バナナ、衣谷遊、水記利古、唯登詩樹、岡田による、オール描き下ろしのアンソロジー（山田の単行本と同名のため混同されやすい）。ここで発表された「エリム」が最後の作品に。

## 写真モデルとして
「週刊話題」掲載
本人コメント。「（ソ連に留学しようと）勉強して、美容体操をして寝ました。この間に私はやせました。・・・。それもカッコよくやせたのでうれしくてたまらなかったです。後にヌード写真をとらせてくれと言われた時、すぐオーケイしたのもプロポーションに自信があったからです」
シリーズタイトル「別れた女」、74-75年撮影
荒木コメント。「忘れられない岡田史子。出会った場所とか日にちとか、細かい経緯ってしだいに忘れちゃうでしょ。その代わり、シャッター押した瞬間が出会いのシーンになっちゃう」「・・・。恥部屋が神楽坂にあった頃、鰻を食いに坂を下りていったとき、偶然鈴木いづみに出くわして「このコ今前衛の女流漫画家よ」って紹介された。一緒にお茶かなんかして、いづみは別の用事でいなくなっちゃったんだよね。で、その日のうちにラブホテル、電撃的な恋だったね。なんかけだるい空気が漂ってて、表情も捉えどころがない。それでいて女在感（ママ）がはっきり出てる。彼女はちょうど数日前に男と別れたばっかりで、だからタイトルは「別れた女」なんだよ。アタシとの関係も別れのシーンで終わってる」

## 主な参考図書
- 「漫画の手帖」3号 - 7号（漫画の手帖事務局、1981年 - 1982年）
  - 「伝説の漫画喫茶コボタン物語」を連載。1967年頃まで新宿にあった、当時はまだ駆け出しだった後の大物漫画家達やファンが多数集まっていた喫茶店「コボタン」の思い出を、常連客だったというY氏なる人物が語っている。4、6号を中心に当時はまだデビューしたばかりだった岡田や「奇人クラブ」の身辺について言及。
- 大泉実成『消えたマンガ家3』（太田出版、1997年）
  - ロングインタビューを収録（新潮社刊行の文庫版には未収録）。宗教観から生い立ち、漫画家としての活動期、2度の結婚、自殺未遂、そしてインタビュー時までの身辺について。「まんだらけZENBU」No.4での言及によると1997年10月10日に行われたらしい。
- 「岡田史子を忘れるな 特別インタビュー」「クイック・ジャパン」Vol.17、137頁（太田出版、1997年）
  - 聞き手: 編集部として掲載されたショートインタビュー。上記『消えたマンガ家』下記「まんだらけ」両インタビューと並行した記録。
- 「まんだらけZENBU」No.4（まんだらけ、1999年）
  - 『岡田史子未発表作品集』の出版を記念しての赤田祐一によるロングインタビュー。内容はデビュー当時からインタビュー時（1997年10月11日と1999年7月31日の2回）までの身辺、各作品の思い入れ、今好きな映画など生前に受けたインタビューの中でも特に幅広い。青島広志や同じく奇人クラブの同人だった山口芳則が岡田とのエピソードを綴った文を寄稿。
  - また、各ページに渡って青島、山口、村岡栄一（奇人クラブ同人）の三名が所蔵する岡田が描いたイラストや新宿の喫茶店「コボタン」で行われた「岡田史子作品展」の作品の写真、岡田からのイラスト付き手紙など貴重な資料が掲載されている。
- 『ODESSEY 1966〜2003 岡田史子作品集 episode1 ガラス玉』（2003年） - 青島広志による作品解説（1）を収録。
- 『ODESSEY 1966〜2003 岡田史子作品集 episode2 ピグマリオン』（2004年） - 青島広志による作品解説（2）を収録。